# Strange Attractor (Album)
Strange Attractor ist das siebte Studioalbum der deutschen Band Alphaville. Es wurde im April 2017 bei Polydor / Universal Music Group veröffentlicht.

## Titelliste
| Nr.          | Titel                   | Länge |
| ------------ | ----------------------- | ----- |
| 1.           | Giants                  | 3:29  |
| 2.           | Marionettes with Halos  | 4:23  |
| 3.           | House of Ghosts         | 5:08  |
| 4.           | Around the Universe     | 4:01  |
| 5.           | Enigma                  | 5:59  |
| 6.           | Mafia Island            | 6:24  |
| 7.           | A Handful of Darkness   | 7:57  |
| 8.           | Sexyland                | 3:52  |
| 9.           | Rendezvoyeur            | 4:17  |
| 10.          | Nevermore               | 4:49  |
| 11.          | Fever!                  | 3:47  |
| 12.          | Heartbreak City         | 3:48  |
| 13.          | Beyond the Laughing Sky | 5:39  |
| Gesamtlänge: | Gesamtlänge:            | 63:05 |

## Rezeption

### Kritiken
Manuel Berger von Laut.de sah das Album „zwischen Pink Floyd-Hommage und Sommer-Hitmix“. „Recht schnell merkt man allerdings, dass die Tracks im Grunde nur aus ihrer Oberfläche bestehen, die einlädt und Lust macht, darunter noch mehr zu entdecken. Eine zweite Ebene wäre vonnöten, existiert nur leider nicht oder ging zugunsten der Retorten-Produktion drauf. Schade. Aber gut, letztere gehört bei Alphaville auch irgendwie dazu. Die Devise Forever Young gilt halt trotz allem auch noch 2017.“ Die Wertung lag bei drei von fünf Sternen.

### Charts und Chartplatzierungen
| ChartsChartplatzierungen | Höchstplatzierung | Wochen |
| ------------------------ | ----------------- | ------ |
| Deutschland (GfK)        | 39 (2 Wo.)        | 2      |
| Schweiz (IFPI)           | 94 (1 Wo.)        | 1      |